# Stephen Huss
Stephen Huss (Bendigo, Victoria, 1975. december 10. –) ausztrál hivatásos teniszező.
Legjobb eredményeit párosban éri el: eddig 4 ATP-tornát nyert meg. Legnagyobb sikere a 2005-ös wimbledoni teniszbajnokság férfi párosának megnyerése Wesley Moodie oldalán, amivel az első kvalifikációból főtáblára került wimbledoni páros bajnokok lettek.

## Grand Slam-döntői

### Páros

#### Győzelmei (1)
| Év   | Helyszín  | Partner       | Ellenfelek a döntőben  | Eredmény a döntőben      |
| 2005 | Wimbledon | Wesley Moodie | Bob Bryan / Mike Bryan | 7–6(4), 6–3, 6–7(2), 6–3 |

## ATP-döntői

### Páros

#### Győzelmei (4)
| Összesítés                                            | Összesítés |
| ----------------------------------------------------- | ---------- |
| Grand Slam-torna                                      | (1)        |
| ATP World Tour Masters 1000 / ATP Masters Series      | (0)        |
| ATP World Tour 500 Series / International Series Gold | (0)        |
| ATP World Tour 250 Series / International Series      | (3)        |
| ATP World Tour Finals / Tennis Masters Cup            | (0)        |

|   | Dátum                | Torna                            | Borítás | Partner         | Ellenfelek a döntőben          | Eredmény a döntőben      |
| 1 | 2002. április 14.    | Grand Prix Hassan II, Casablanca | Salak   | Myles Wakefield | Martín García / Luis Lobo      | 6-4, 6-2                 |
| 2 | 2005. július 3.      | Wimbledon, Wimbledon             | Fű      | Wesley Moodie   | Bob Bryan / Mike Bryan         | 7-6(4), 6-3, 6-7(2), 6-3 |
| 3 | 2008. szeptember 28. | China Open, Peking               | Kemény  | Ross Hutchins   | Ashley Fisher / Bobby Reynolds | 7-5, 6-4                 |
| 4 | 2010. október 31.    | Open Sud de France, Montpellier  | Kemény  | Ross Hutchins   | Marc Lopez / Eduardo Schwank   | 6-2, 4-6, 10-7           |

#### Elvesztett döntői (8)
|   | Dátum             | Torna                                        | Borítás          | Partner         | Ellenfelek a döntőben                         | Eredmény a döntőben |
| 1 | 2005. október 30. | Davidoff Swiss Indoors, Bázel                | Szőnyeg (fedett) | Wesley Moodie   | Agustín Calleri / Fernando González Ciuffardi | 5-7, 5-7            |
| 2 | 2007. február 4.  | Delray Beach ITC, Delray Beach               | Kemény           | James Auckland  | Hugo Armando / Xavier Malisse                 | 3-6, 7-6(4), 5-10   |
| 3 | 2007. október 7.  | Japan Open, Tokió                            | Kemény (fedett)  | Frank Dancevic  | Jordan Kerr / Robert Lindstedt                | 4-6, 4-6            |
| 4 | 2008. október 13. | Kremlin Cup, Moszkva                         | Szőnyeg (fedett) | Ross Hutchins   | Szerhij Sztahovszkij / Potito Starace         | 6–7(4), 6–2, 6–10   |
| 5 | 2008. október 27. | Grand Prix de Tennis de Lyon, Lyon           | Szőnyeg (fedett) | Ross Hutchins   | Andy Ram / Michaël Llodra                     | 3–6, 7–5, 8–10      |
| 6 | 2009. április 4.  | Miami Masters, Miami                         | Kemény           | Ashley Fisher   | Makszim Mirni / Andy Ram                      | 7-6(4), 2-6, 7-10   |
| 7 | 2010. április 11. | U.S. Men’s Clay Court Championships, Houston | Salak            | Wesley Moodie   | Bob Bryan / Mike Bryan                        | 6-3, 7–5            |
| 8 | 2011. január 16.  | Heineken Open, Auckland                      | Kemény           | Johan Brunström | Marcel Granollers / Tommy Robredo             | 6-4, 7–6            |